# Valerianella divaricata
Valerianella divaricata är en kaprifolväxtart som beskrevs av Johan Martin Christian Lange. Valerianella divaricata ingår i släktet klynnen, och familjen kaprifolväxter. Inga underarter finns listade i Catalogue of Life.